# Mihoub
Mihoub est une commune de la wilaya de Médéa en Algérie.

## Géographie
La commune est située dans le tell central dans les monts de Khechna (ar) à environ 80 km au sud d'Alger et à 96 km à l'est de Médéa et à environ 12 km au nord-ouest  de El Azizia et à 82 km au sud-ouest de Boumerdès  et à 20 km au sud-est de Tablat et à 49 km au nord-ouest de Bouira.
| Tablat            | Guerrouma (wilaya de Bouira) | Zbarbar (wilaya de Bouira) |
| Mezerana          | Mihoub                       | Maghraoua                  |
| El Guelb El Kebir | El Azizia                    | El Azizia                  |

La commune a été touchée par un violent séisme de 5.5 le 29 mai 2016

## Histoire-Toponymie
Cette petite bourgade anciennement appelée Maghraoua tirée de la célèbre confédération berbère des maghraouas.